# Philippe Berry
Philippe Berry (París, 18 de mayo de 1956-6 de septiembre de 2019) fue un escultor francés de arte contemporáneo.

## Datos biográficos
Estuvo casado con la actriz y realizadora Josiane Balasko, de la que se separó en 1999. Padre de la actriz Marilou Berry y hermano del actor Richard Berry y de Marie Berry.